# Eesti Jalgpalli Liit
Eesti Jalgpalli Liit (EJL) ordnar med den organiserade fotbollen, inklusive futsal och strandfotboll, i Estland, och bildades den 14 december 1921, för att 1923 anslutas till Fifa. Huvudkontoret finns i Tallinn. 1992 återinträdde man, efter att ha varit borta under Sovjettiden.

### Fotnoter
1. ↑  ”Eesti Jalgpalli Liidu põhikiri” (på estniska) (PDF). jalgpall.ee. EJL. sid. 1. Arkiverad från originalet den 22 februari 2012. https://web.archive.org/web/20120222052131/http://www.jalgpall.ee/docs/EJL%20P%F5hikiri.pdf. Läst 24 april 2010.